# California Column
La California Column fu una formazione di volontari dell'Unione che dall'aprile all'agosto 1862, durante la guerra di secessione americana, marciò per oltre 900 miglia (circa 1400 km) partendo dalla California attraverso il Territorio del Nuovo Messico, fino al Rio Grande e poi nel Texas occidentale per combattere contro le forze confederate del Territorio Confederato dell'Arizona.

## Formazione
Inizialmente la California Column consisteva di dieci compagnie del 1 reggimento di fanteria della California, cinque compagnie del 1 reggimento dei volontari di cavalleria della California, il 2 reggimento dei volontari di cavalleria della California, e la batteria leggera A del 3 reggimento di artiglieri degli Stati Uniti.
In tutto si trattava di 1.500 uomini a cui, in seguito, si aggiunsero le unità del 5 reggimento di fanteria della California del tenente colonnello George Washington Bowie, portando a 2.350 uomini la consistenza della California Column.

## La spedizione
Lo scopo del colonnello James Henry Carleton (comandante della California Column) era di scacciare le truppe confederate dal Nuovo Messico. La California Column partì da Fort Yuma lungo il fiume Colorado muovendosi in piccoli gruppi ad intervalli di qualche giorno uno dall'altro in modo tale da non esaurire i pozzi e le sorgenti lungo il cammino nel deserto.
Carleton seguì il percorso del servizio postale Butterfield Overland Mail che l'anno prima aveva cessato di funzionare. Le ex stazioni di posta erano state riempite di provviste da parte delle spie nordiste